# MAMP
MAMP là một ngăn xếp giải pháp bao gồm các phần mềm tự do nguồn mở và phần mềm thương mại độc quyền được sử dụng cùng nhau để phát triển và chạy các trang web động trên máy tính Apple Macintosh.

## Thông số kỹ thuật và sử dụng
| Hệ điều hành                   | macOS                 |
| Máy chủ web                    | Apache \| Nginx       |
| Hệ thống quản lý cơ sở dữ liệu | MySQL \| MariaDB      |
| Phát triển web                 | PHP \| Perl \| Python |

Tên MAMP là từ viết tắt bắt nguồn từ tên của các thành phần của hệ thống: macOS (hệ điều hành); Apache (máy chủ web); MySQL hoặc MariaDB (Hệ thống quản lý cơ sở dữ liệu); và PHP, Perl, hoặc Python (ngôn ngữ lập trình được sử dụng cho phát triển web). Tên này có nguồn gốc từ LAMP, một nhóm tương tự của tất cả phần mềm nguồn mở được sử dụng rộng rãi cho các trang web, nhưng thay thế macOS độc quyền cho hệ điều hành Linux nguồn mở. (Một ngăn xếp "AMP" tương tự cũng tồn tại cho các hệ điều hành khác.) Tuy nhiên, MAMP không giới hạn ở những lựa chọn thành phần này; Ví dụ: Nginx có thể được sử dụng thay cho Apache, và điều tương tự cũng xảy ra khi thay thế MariaDB cho MySQL. Một số gói phần mềm bao gồm MAMP (đặc biệt là Apache và PHP) được cài đặt sẵn với macOS; phiên bản tương thích của phần còn lại có sẵn để cài đặt và sử dụng. MAMP thường được sử dụng với và để phát triển cho các chương trình CMS phổ biến như WordPress và Drupal bằng cách thiết lập môi trường phát triển cục bộ trên máy tính xách tay hoặc máy tính để bàn mà không cần máy chủ web độc lập.